# Frank Rijkaard
Franklin Edmundo Rijkaard (* 30. září 1962, Amsterdam) je nizozemský fotbalový trenér a bývalý záložník. Jeho matka je Nizozemka a otec je ze Surinamu.

## Hráčská kariéra

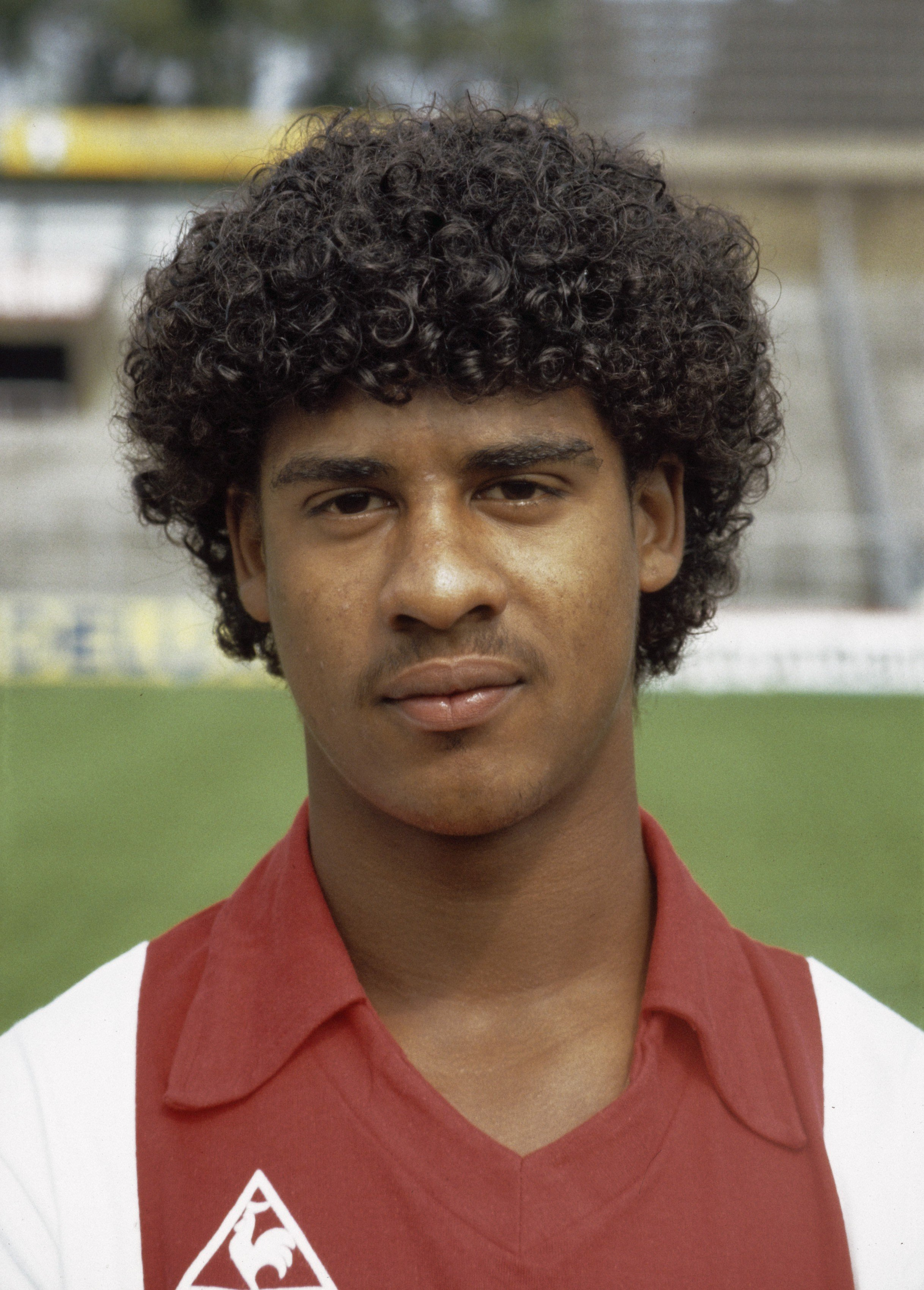
Rijkaard v Ajaxu (1981)

Hrával za kluby Ajax Amsterdam, Real Zaragoza a AC Milán, Nizozemsko reprezentoval 73krát.
V anketě Zlatý míč, která hledala nejlepšího fotbalistu Evropy, se dvakrát umístil na třetím místě (1988, 1989). Pelé ho roku 2004 zařadil mezi 125 nejlepších žijících fotbalistů.

## Trenérská kariéra
Od roku 2003 do května 2008 byl trenérem katalánského klubu FC Barcelona. Od července 2009 do 19. října 2010 byl trenérem tureckého klubu Galatasaray Istanbul, poté jej nahradil Rumun Gheorghe Hagi. Od srpna 2011 do 16. ledna 2013 byl trenérem reprezentačního týmu Saúdské Arábie.